# Solers
Solers település Franciaországban, Seine-et-Marne megyében. Lakosainak száma 1284 fő (2022. január 1.). Solers Ozouer-le-Voulgis, Coubert, Courquetaine, Soignolles-en-Brie és Yèbles községekkel határos.

## Népesség
A település népessége az elmúlt években az alábbi módon változott:
| Lakosok száma | 1261 | 1260 | 1258 | 1211 | 1186 | 1179 | 1212 | 1231 | 1284 |
|               | 2013 | 2015 | 2016 | 2017 | 2018 | 2019 | 2020 | 2021 | 2022 |